# Patkovača
Patkovača je naselje v občini Bijeljina, Bosna in Hercegovina. 

## Deli naselja
Patkovača in Petrovići.

## Prebivalstvo
| Pregled števila prebivalcev po letih | Pregled števila prebivalcev po letih | Pregled števila prebivalcev po letih | Pregled števila prebivalcev po letih | Pregled števila prebivalcev po letih | Pregled števila prebivalcev po letih |
| ------------------------------------ | ------------------------------------ | ------------------------------------ | ------------------------------------ | ------------------------------------ | ------------------------------------ |
| 1948                                 | 1953                                 | 1961                                 | 1971                                 | 1981                                 | 1991                                 |
| -                                    | -                                    | -                                    | 566                                  | 594                                  | 646                                  |

| Narodna sestava prebivalstva po letih                                                                                       | Narodna sestava prebivalstva po letih                                                                                           | Narodna sestava prebivalstva po letih                                                                                          |
| --- | --- | --- |
| 1971 | 1981 | 1991 |
| . skupaj: 566 Srbi 544 (96,11 %) Muslimani 19 (3,35 %) Hrvati 1 (0,17 %) Jugoslovani 0 (0,00 %) drugi in neznano 2 (0,35 %) | . skupaj: 594 Srbi 394 (66,32 %) Muslimani 75 (12,62 %) Hrvati 1 (0,16 %) Jugoslovani 120 (20,20 %) drugi in neznano 4 (0,67 %) | . skupaj: 646 Srbi 505 (78,17 %) Muslimani 116 (17,95 %) Hrvati 8 (1,23 %) Jugoslovani 15 (2,32 %) drugi in neznano 2 (0,30 %) |